# Evan Rachel Wood
Evan Rachel Wood (Raleigh (North Carolina), 7 september 1987) is een Amerikaanse actrice. Ze werd op het Filmfestival van Cannes 2007 uitgeroepen tot vrouwelijke revelatie van het jaar. Wood werd in zowel 2004 (voor haar hoofdrol in de dramafilm Thirteen) als 2012 (voor haar bijrol in de miniserie Mildred Pierce) genomineerd voor een Golden Globe. Voor Mildred Pierce werd Wood ook genomineerd voor onder meer een Primetime Emmy Award.

## Biografie
Wood is de dochter van acteur Ira David Wood III (1947) en actrice Sara Lynn Moore (1958). Ze heeft twee oudere broers: Dana en acteur Ira David Wood IV (1984).
In 1994 deed Wood auditie voor de rol die Kirsten Dunst uiteindelijk speelde in Interview with the Vampire. Toch verscheen ze datzelfde jaar zelf ook in haar eerste filmrollen, zij het in televisiefilms. Wood kreeg op haar tiende voor het eerst een hoofdrol, in Digging to China. Dat jaar speelde ze tevens een bescheiden rol in Practical Magic, met Sandra Bullock en Nicole Kidman.
Wood had al wat ervaring met rolletjes in televisieseries, zoals American Gothic en Profiler, maar haar aandeel daarin was minder omvangrijk dan dat in het daarop volgende Once and Again. Daarin was ze van 1999 tot 2002 een van de prominentere personages. De actrice was in 2010 verloofd met zanger Marilyn Manson.

### Thirteen
Wood verscheen in 2003 als hoofdrolspeelster in de film Thirteen, wat haar onder meer een nominatie voor een Golden Globe opleverde. De film was in Nederland en België in januari 2004 te zien in de bioscoop. Wood speelt hierin een doorsnee tienermeisje dat door een foute vriendin in het wereldje van drugs, seks en diefstal terechtkomt.
In 2004 zou Wood de hoofdrol in de bioscoopfilms Raise Your Voice en Mean Girls spelen. Op het laatste moment werd ze vervangen door Hilary Duff en Lindsay Lohan. Vanaf 2005 verscheen ze voornamelijk in minder geruchtmakende films. Haar grote doorbraak was in 2010 door haar rol in de populaire hitserie True Blood.

## Trivia
- Woods eerste zoen op beeld was met een meisje, namelijk Mischa Barton in Once and Again. Hierin speelde ze Jessie en Barton Katie, samen het eerste vaste minderjarige (beiden vijftien jaar) lesbische stelletje in een Amerikaanse televisieserie.
- Ze heeft van 2007 tot en met 2010 een relatie gehad met zanger Marilyn Manson.
- Voor en na de relatie met Manson heeft ze een relatie (gehad) met de Britse acteur Jamie Bell. Bell en Wood waren van 2012 tot en met 2014 getrouwd. Samen hebben ze een zoon.